# 3Plusss
3Plusss (* 9. April 1991; bürgerlich Denis Berndt) ist ein deutscher Rapper aus Essen, der insbesondere durch seine Teilnahmen am Videobattleturnier (VBT) Bekanntheit erlangte. Er ist Teil des Rapduos Meskalin Maskulin.

## Namensbedeutung
3Plusss benannte sich 2008 nach der Pflegestufe 3 Plus, der höchsten Pflegestufe. Nach eigenen Aussagen könne er sich „da irgendwie mit identifizieren, wenn eben einfach gar nichts mehr geht“.

## Werdegang
3Plusss stammt aus Essen. Beeinflusst vor allem durch Eminems Album The Marshall Mathers LP wollte er schon früh Rapper werden. Um 2008 begann er, im Internet eigene Liedtexte u. a. in Textbattles zu veröffentlichen. 2010 agierte er als Mitbegründer der Rapcrew Meskalin Maskulin, die aus ihm selbst und seinem engen Freund und Rapper donetasy besteht. Das Duo veröffentlichte im gleichen Jahr ihr Debüt-Tape Ein Eimer voll Hass, das allerdings noch unter dem Namen „3Plusss & donetasy“ erschien. Im selben Jahr erschien außerdem ihr zweites Tape Dicke Eier. Ende 2011 wurde 3Plusss außerdem Mitglied der Rapcrew Eypro. Jene Gruppierung sei laut internen Aussagen „nicht wirklich eine Crew, sondern viel mehr ein Zusammenschluss von Leuten, die sich untereinander kennen, Party zusammen machen und eben auch Mucke.“

### Turniere
3Plusss trat erstmals beim Videobattleturnier 2011 in Erscheinung, welches 2007 von der Internetplattform rappers.in ins Leben gerufen wurde und seitdem jährlich stattfindet. Hierbei kam er bis ins Halbfinale, in dem er allerdings dem Rapper Weekend unterlag.
2012 nahm 3Plusss an der ersten VBT-Splash! Edition teil, bei welcher der Gewinner einen Auftritt beim Splash! Festival gewinnen konnte. Er schied im Achtelfinale gegen Battleboi Basti aus. Er fiel den Zuschauern positiv auf und konnte durch seine Teilnahme neue Anhänger dazugewinnen.

### Releases
Am 12. März 2012 veröffentlichte 3Plusss die EP Kindskopf EP, welche er zum kostenlosen Download zur Verfügung stellte. Am 23. November des gleichen Jahres folgte sein Debütalbum Kindskopf LP, welches über die Onlineplattform MZEE.com vertrieben wurde.
2013 wurde 3Plusss von der Booking-Agentur Four Artists unter Vertrag genommen. Sein Album Mehr erschien am 21. März 2014 auf dem von ihm gegründeten Label Selbstgebrannt und erreichte Platz 24 der deutschen Albencharts. Ende November 2015 kündigte 3Plusss die EP Auf der Stelle an, die am 8. Januar 2016 erschien. Die EP war thematisch sehr viel nachdenklicher als die vorherigen Veröffentlichungen von 3Plusss, was sich auch an dem folgenden Album Gottkomplex bemerkbar machte. 2020 wurde die EP NSFW veröffentlicht. 2021 folgten die Singles Phase II und Danke als Auskopplung des anschließend veröffentlichten Albums weine jetzt, lache später (2022).

## Diskografie
Studioalben
- 2012: Kindskopf LP
- 2014: Mehr
- 2016: Gottkomplex
- 2022: Weine jetzt, lache später

EPs
- 2009: Apfel EP (mit donetasy)
- 2009: Die Klapse hat Wandertag (mit donetasy)
- 2010: Ein Eimer voll Hass (mit donetasy)
- 2010: Dicke Eier (mit donetasy als Meskalin Maskulin)
- 2011: Hehe EP (mit donetasy als Meskalin Maskulin)
- 2011: Knowledge EP (mit Splifftastic und donetasy)
- 2012: Kindskopf EP
- 2014: Weniger EP (Gratis-Download)
- 2016: Auf der Stelle EP
- 2020: NSFW